# Cymbocarpa saccata
Cymbocarpa saccata är en enhjärtbladig växtart som beskrevs av Noel Yvri Sandwith. Cymbocarpa saccata ingår i släktet Cymbocarpa och familjen Burmanniaceae. Inga underarter finns listade i Catalogue of Life.